# Sainte-Croix-du-Mont (Weinbaugebiet)

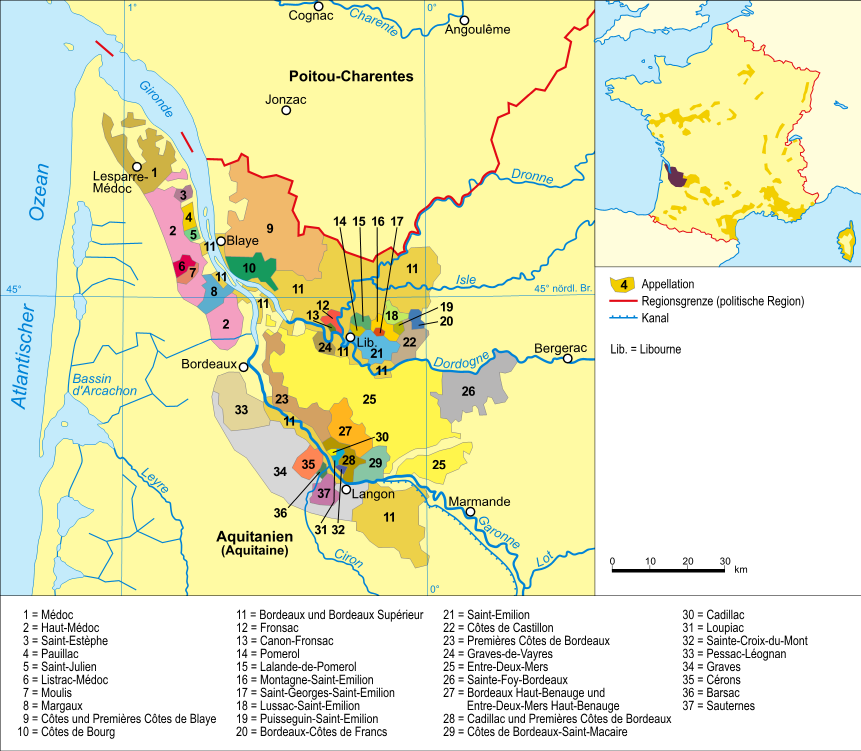
Karte – Weinbaugebiet Bordeaux. Auf der Karte ist das Gebiet von Sainte-Croix-du-Mont mit der Nummer 32 markiert.

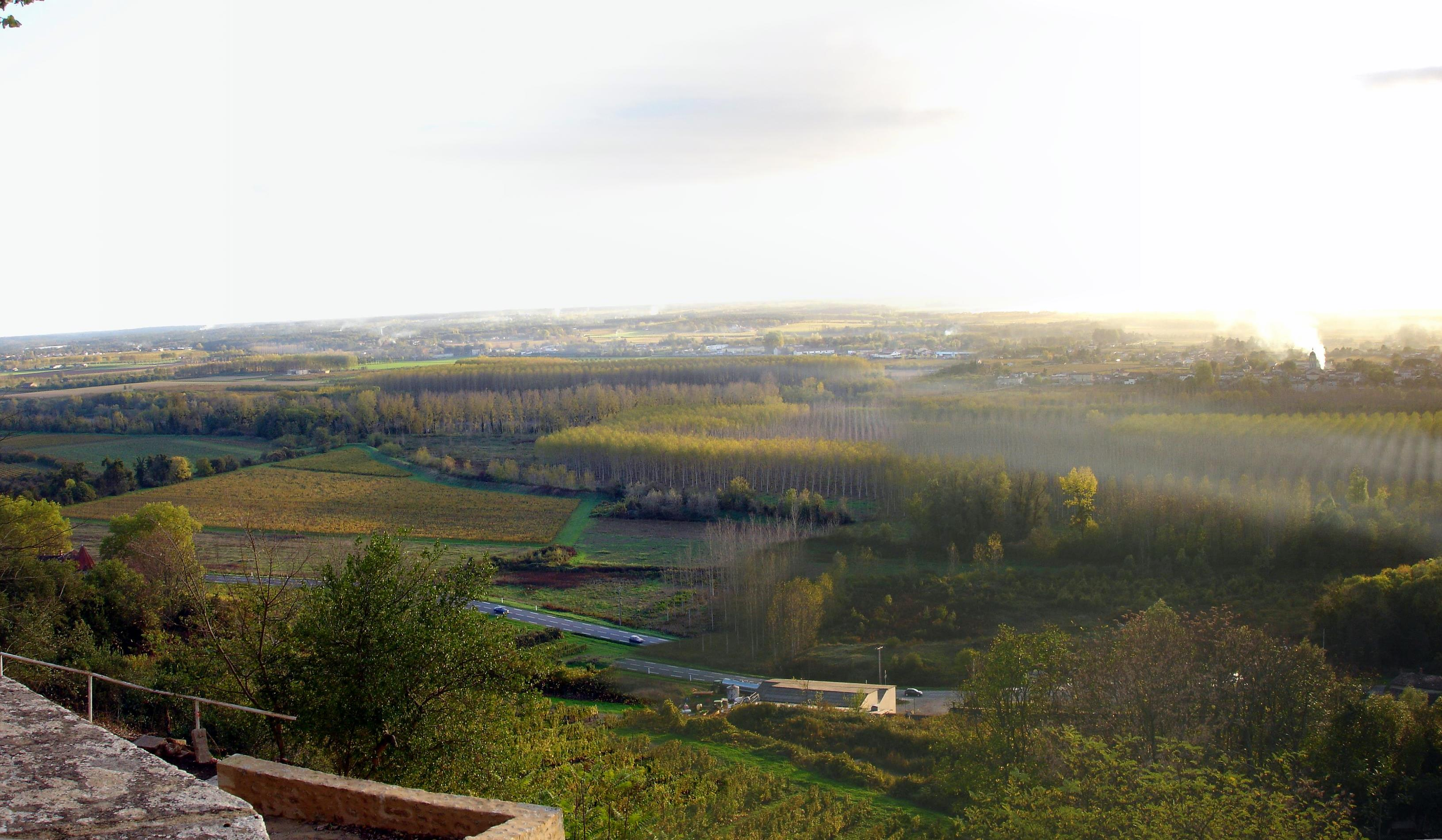
Blick vom Kirchturm von Sainte-Croix-du-Mont auf einen Teil der Rebflächen des Weinbaugebiets.

Das Weinbaugebiet Sainte-Croix-du-Mont liegt im Süden der großen Weinbauregion Entre-Deux-Mers, einem Teil des Bordeaux, und erzeugt ausschließlich edelsüße Weißweine. Die Herkunftsbezeichnung umfasst ca. 400 Hektar und liegt auf dem Gebiet der Gemeinde Sainte-Croix-du-Mont. Die Fläche mit lehmigem Kalksteinboden grenzt an die große Appellation Premières Côtes de Bordeaux und liegt am orographisch rechten Ufer der Garonne. Sainte-Croix-du-Mont liegt den bekannten Anbaugebieten Sauternes und Barsac gegenüber und ist nur durch den Fluss Garonne von diesen getrennt. Seit dem 11. September 1936 genießt das Gebiet den Status einer Appellation d’Origine Contrôlée (kurz AOC).
Die Bestimmungen der Appellation gelten ausschließlich für edelsüße Weißweine (siehe Botrytis cinerea) aus den Rebsorten Sémillon (durchschnittlicher Anteil ca. 70 bis 80 %), Sauvignon Blanc (ca. 10 bis 20 %) und Muscadelle. Die Vorschrift verlangt, dass der Most mindestens 221 g Zucker pro Liter enthält (Siehe hierzu auch den Artikel Mostgewicht). Nach der Gärung muss der Mindestalkoholgehalt im Wein 12,5 Vol. Prozent betragen. Die Erntebeschränkung liegt bei 40 Hektoliter/Hektar, eine Beschränkung die in der Regel gut beachtet wird. Aus den rund 450 Hektar Rebfläche werden im Mittel ca. 16.500 Hektoliter Wein gewonnen. Im Jahr 2005 wurden auf 400 Hektar Ertragsfläche 15.004 Hektoliter Wein erzeugt.
Die Weine gelten neben denen von Loupiac und Cadillac als die besten Süßweine des Bereiches Entre-Deux-Mers. Qualitativ reichen sie zwar nicht an die Weine des Sauternes heran, sind jedoch eine durchaus kostengünstige Alternative.
Die Weine können ca. 5 bis 12 Jahre gelagert werden und sollten bei einer Trinktemperatur von 6 bis 8 °C genossen werden.
Siehe auch: Weinbau in Frankreich, Bordeaux (Weinbaugebiet)